# Prak Chanratana
Bản mẫu:Cambodian name
Prak Chanratana (sinh ngày 16 tháng 10 năm 1993) là một cầu thủ bóng đá người Campuchia thi đấu cho Soltilo Angkor ở Giải bóng đá vô địch quốc gia Campuchia và Đội tuyển bóng đá quốc gia Campuchia.